# Теорема Дроз-Фарни

Линия, проходящая через это — Дроз-Фарни прямая (Droz-Farny line)

Теорема Дроз-Фарни — это свойство двух перпендикуляров, проходящих через ортоцентр произвольного треугольника.
Линия, проходящая через {\displaystyle A_{0},B_{0},C_{0}} — прямая Дроз-Фарни.

### Формулировка
Пусть {\displaystyle T} — треугольник с вершинами {\displaystyle A}, {\displaystyle B} и {\displaystyle C}, и пусть {\displaystyle H} — его ортоцентр (точка пересечения трех его высот). Пусть {\displaystyle L_{1}} и {\displaystyle L_{2}} — любые две взаимно перпендикулярные линии, проходящие через
{\displaystyle H}. Пусть {\displaystyle A_{1}}, {\displaystyle B_{1}} и {\displaystyle C_{1}} — три точки, в которых прямая {\displaystyle L_{1}} пересекает стороны {\displaystyle BC}, {\displaystyle CA} и {\displaystyle AB} соответственно. Аналогично определяются {\displaystyle A_{2}}, {\displaystyle B_{2}} и {\displaystyle C_{2}}. Теорема Дроз-Фарни утверждает то, что середины трех отрезков {\displaystyle A_{1}A_{2}}, {\displaystyle B_{1}B_{2}} и {\displaystyle C_{1}C_{2}} лежат на одной прямой (коллинеарны).,,

## История
Теорема сформулирована Арнольдом Дроз-Фарни в 1899 году.

## Вариации и обобщения

### Обобщение Горматига
Обобщение теоремы Дроз-Фарни было доказано в 1930 году Рене Горматигом.. Как и выше, пусть {\displaystyle T} — треугольник с вершинами {\displaystyle A}, {\displaystyle B} и {\displaystyle C}. Пусть {\displaystyle P} — любая точка, отличная от {\displaystyle A}, {\displaystyle B} и {\displaystyle C}, и {\displaystyle l} — любая прямая, проходящая через {\displaystyle P}. Пусть {\displaystyle A_{1}}, {\displaystyle B_{1}} и {\displaystyle C_{1}} — точки на {\displaystyle BC}, {\displaystyle CA} и {\displaystyle AB} соответственно, взятые таким образом, чтобы прямые {\displaystyle PA_{1}}, {\displaystyle PB_{1}} и {\displaystyle PC_{1}} были образами прямых {\displaystyle PA}, {\displaystyle PB} и {\displaystyle PC} соответственно при их отражении относительно прямой {\displaystyle l}. Тогда теорема Горматига утверждает то, что точки {\displaystyle A_{1}}, {\displaystyle B_{1}} и {\displaystyle C_{1}} коллинеарны.
Теорема Дроз-Фарни является частным случаем этой теоремы, когда точка {\displaystyle P} является ортоцентром треугольника {\displaystyle T}.

### Обобщение Дао
Теорема была обобщена Дао Тхань Оайем. Обобщение выглядит следующим образом:
- Первое обобщение: Пусть {\displaystyle P} точка на плоскости и пусть три параллельных отрезка {\displaystyle AA',BB',CC'} таковы, что их середины и точка {\displaystyle P} лежат на одной прямой. Тогда {\displaystyle PA',PB',PC'} пересекаются соответственно в трех коллинеарных точках {\displaystyle BC,CA,AB}.[5]
- Второе обобщение: пусть {\displaystyle S} — коника, а {\displaystyle P} — точка плоскости. Проведем три прямые da, db, dc через точку {\displaystyle P}, такие, что они пересекаются на конике соответственно A в точке A'; B в точке B'; C в точке C'. Пусть {\displaystyle D} — точка на поляре точки {\displaystyle P} относительно (S) или D лежит на конике (S). Пусть DA' ∩ BC =A0; DB' ∩ AC = B0; DC' ∩ AB= C0. Тогда A0, B0, C0 лежат на одной прямой[6].[7][8]

Второе обобщение Дао для теоремы Дроз-Фарни